# Villa Lancellotti

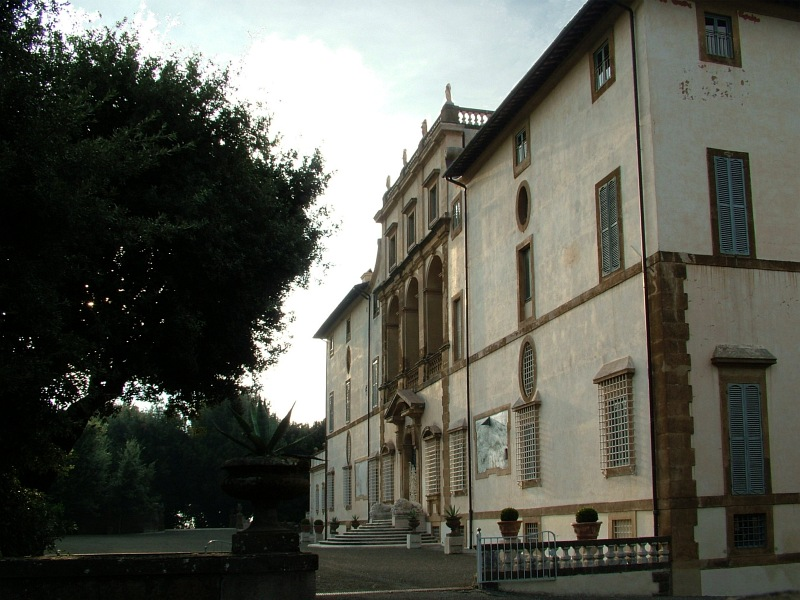
Fachada da Villa Lancellotti.

A Villa Lancellotti é um palácio italiano situado em Frascati, Província de Roma. É a villa mais próxima do centro da cidade.
Esta villa foi construida em 1582 pelo Cardeal Bonanni, sendo mais tarde restaurada pela primeira vez em 1730, pelo novo proprietário, o Príncipe Peter Piccolomini, que lhe deu o nome da sua família, chamando-a de Villa Piccolomini. No final dos trabalhos, o príncipe colocou uma lápide sobre a entrada do edifício com a seguinte inscrição: "PETRUS PICCOLOMINEUS ANNO MDCCLXIV".

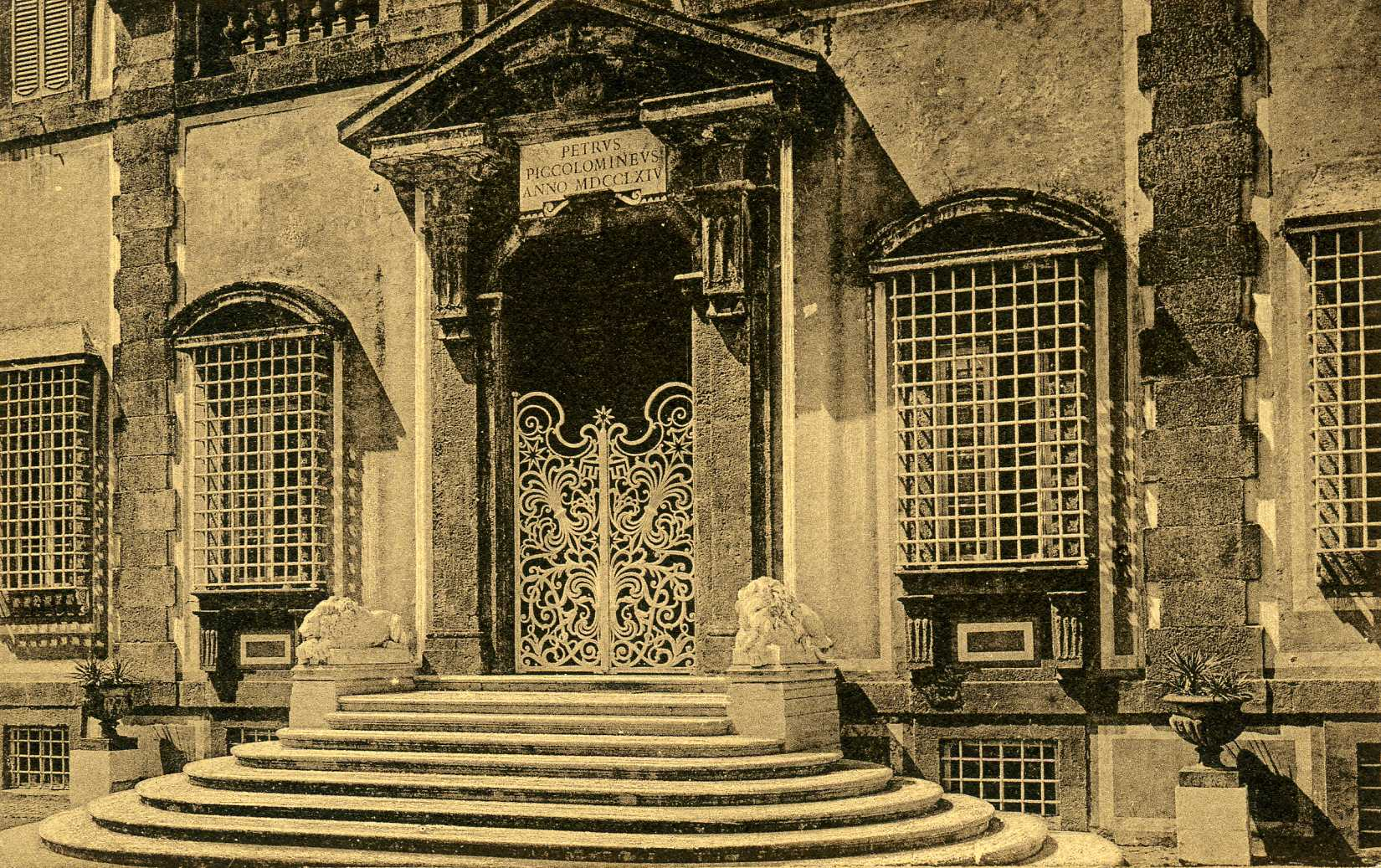
Entrada da Villa Lancellotti numa fotografia de 1907.

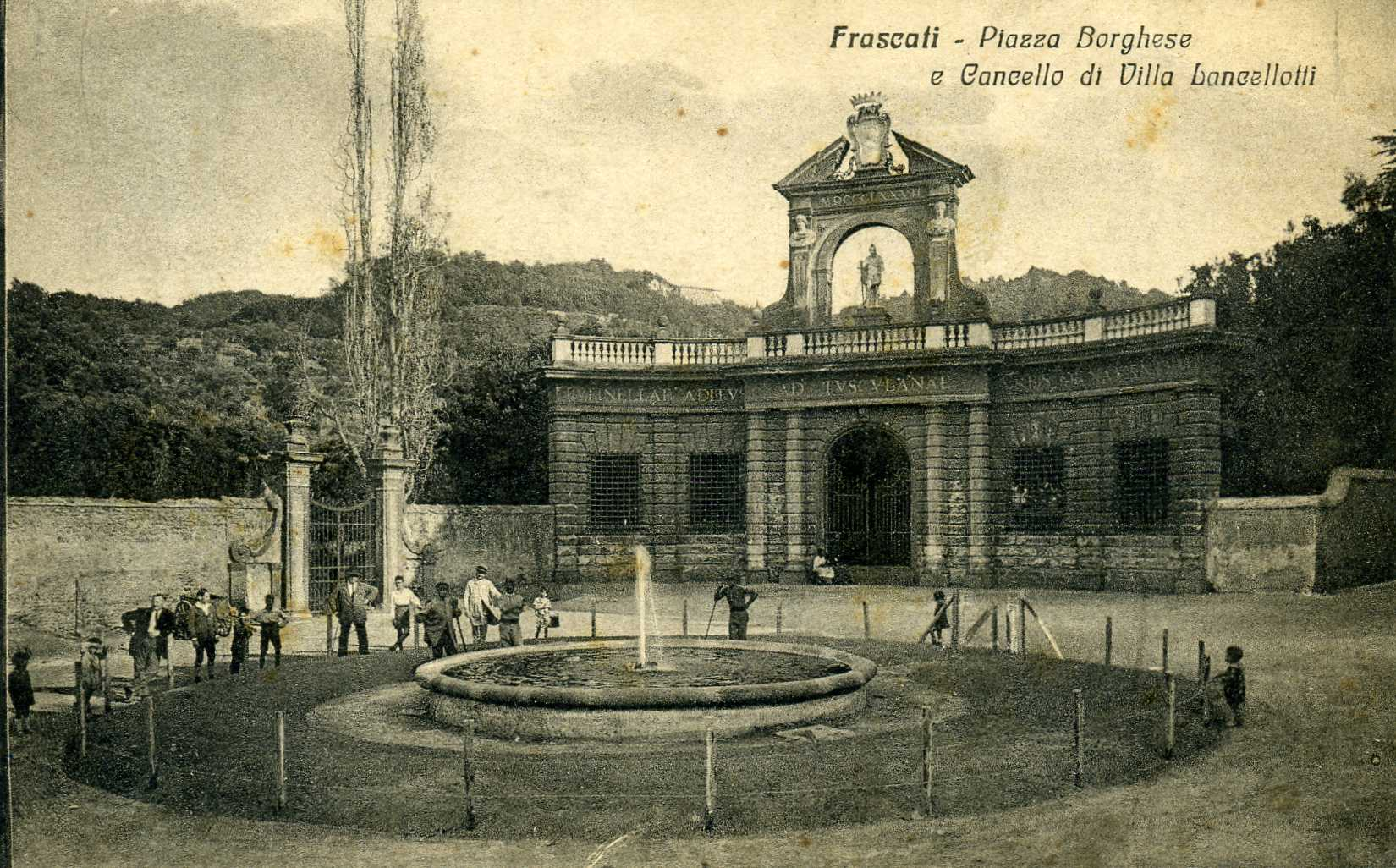
Entrada do Parco dell'Ombrellino em 1927.

Em 1840, o palácio foi vendido a Francis Mehlem, um cavalheiro da Baviera.
O Rei Carlos Emanuel IV da Sardenha viveu no palácio, tendo recebido ali, em Outubro de 1805, o Papa Pio VII como convidado.
Em 1855, a famosa escritora George Sand arrendou a Villa Piccolomini entre 31 de Março e 19 de Abril, tendo vivido ali com o seu filho Maurice e com o seu secretário Alexandre Manceau.
Em 1866, o palácio foi comprado e restaurado pelo Príncipe Filippo Massimo Lancellotti (1843-1915) e pela sua esposa, a Princesa Elisabetta Borghese Aldobrandini (1847-1927), que deram à villa o nome da sua família, passando a chamá-la de Villa Lancellotti.
A fachada do palácio oferece vistas de jardim em todos os andares, além de vistas panorâmicas da colina Tuscolo. O interior contém salas decoradas com cenas alegóricas da vida no campo, afrescos do pintor Ciro Ferri (1634-1689). O jardim da villa é um jardim à italiana que inclui um ninfeu do século XVI. No salão de entrada do piso térreo está presente um mosaico de tesselas brancas e pretas encontradas em 1863 na colina Túsculo, em terrenos pertencentes ao Eremo Tuscolano (Ermitério Toscolano) dos Camaldulenses. Estátuas encontradas durante as escavações arqueológicas do Túsculo servem de decoração à villa.
Uma parte dos jardins, agora chamado de "Parco dell'Ombrellino", é actualmente um parque público. Vistas da fachada do palácio voltada para o jardim podem ser alcançadas a partir da estrada para o Túsculo. No entanto, a villa não se encontra aberta ao público.
Em anos recentes tem sido residência de notáveis funcionários da ESA, nomeadamente de Ludwig Moeller , que ali viveu com juntamente com o seu filho Julien entre 2004 e 2006).

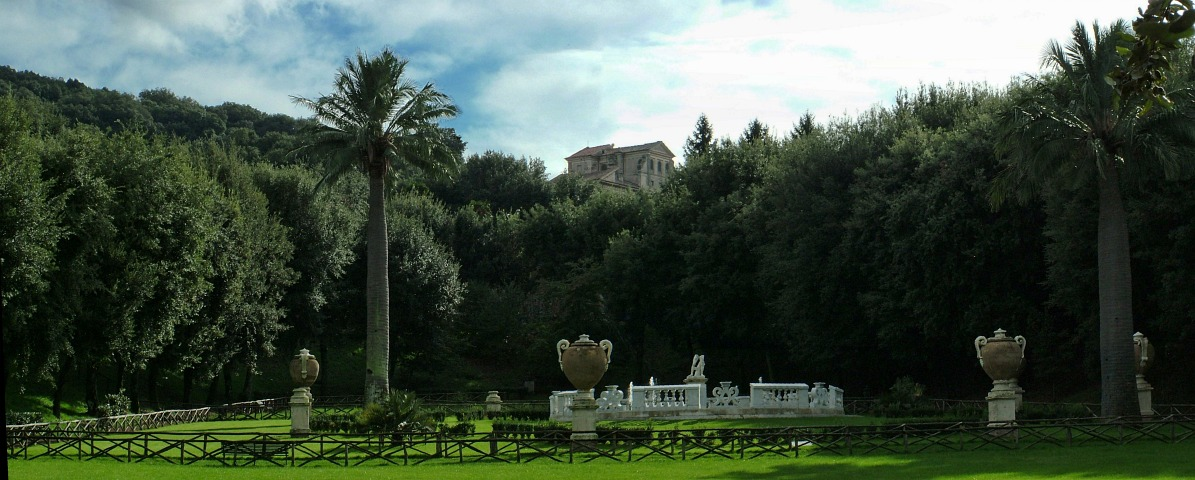
Vista do Parco dell'Ombrellino.